# Peperomia heyneana
Peperomia heyneana är en pepparväxtart som beskrevs av Friedrich Anton Wilhelm Miquel. Peperomia heyneana ingår i släktet peperomior, och familjen pepparväxter. Inga underarter finns listade i Catalogue of Life.